# Сіндій Вячеслав Юрійович
Вячесла́в Ю́рійович Сінді́й — військовослужбовець, льотчик, капітан Повітряних сил Збройних сил України, учасник російсько-української війни, що відзначився в ході російського вторгнення в Україну. Герой України (2024, посмертно).

## Життєпис
Служив у складі 12-ї окремої бригади армійської авіації.
Під час російського вторгнення в Україну 5 квітня 2022 року на гелікоптері Мі-8 виконував політ до м. Маріуполь до Азовсталі (командир екіпажу — майор Борис Горошко, у складі екіпажу — капітан Богдан Чичура і старший лейтенант Вячеслав Сіндій). Під час місії було доставлено вантаж захисникам Маріуполя. У зворотньому напрямку гелікоптер летів із пораненими на борту. Однак гелікоптер не долетів до лінії розмежування лише 4 км — за наявною інформацією спочатку був прострелений його бак, а під час падіння по ньому вдарила російська ракета. Однак подробиці падіння гелікоптера невідомі. Командир екіпажу Борис Горошко та бортінженер Сіндій загинули. Доля штурмана Б. Чичури залишається невідомою. Це був останній рейс українських гелікоптерів на підтримку захисників Маріуполя.
Похований у Новокалинівській громаді Львівської області.

## Нагороди
- Звання Герой України з удостоєнням ордена «Золота Зірка» (23 серпня 2024) — за особисту мужність і героїзм, виявлені у захисті державного суверенітету та територіальної цілісності України, самовіддане служіння Українському народові[2].